# Song Ji-hyo
Song Ji-hyo (Hangul: 송지효, Hán-Việt: Tống Trí Hiếu, sinh ngày 15 tháng 8 năm 1981, tên khai sinh: Cheon Seong-im, sau đó đổi thành Cheon Soo-yeon) là nữ diễn viên, người mẫu và người dẫn chương trình người Hàn Quốc. Cô được khán giả biết đến với nhiều vai diễn khác nhau và nổi tiếng với vai trò là thành viên trong 11 năm liên tục của chương trình truyền hình tạp kỹ Running Man.

## Tiểu sử và sự nghiệp

### 1981–2000: Tiểu sử, thuở niên thiếu
Song Ji-hyo tên thật là Cheon Seong-im sinh ngày 15 tháng 8 năm 1981 tại Pohang, Gyeongsang Bắc. Từ nhỏ, cô luôn mơ ước trở thành một nữ diễn viên sau khi xem bộ phim điện ảnh Hàn Quốc A promise năm 1998. Cô tốt nghiệp chuyên ngành kế toán thuế tại Đại học Kyungmoon (nay là Cao đẳng Kookje). Trước khi tham gia diễn xuất, Ji-hyo từng dành thời gian để bán hàng tại một quán cà phê.

### 2001–05: Sự nghiệp ban đầu,Hành lang thì thầm:Bậc thang ma
Năm 2001, Song Ji-hyo bắt đầu sự nghiệp khi tham gia diễn xuất cho 2 MV And I Love You của Lee Soo Young và MV Just Say Goodbye của JTL.
Năm 2002, cô tham gia phim truyền hình đầu tay có tên Tuổi ngây thơ của đài SBS với vai diễn Min-jung trong tập 16 của bộ phim.
Năm 2003, Ji-hyo tham gia phần 3 của loạt phim điện ảnh Hành lang thì thầm có tên Bậc thang ma sau khi đánh bại 3000 diễn viên ở vòng casting cho vai diễn chính Yoon Jin-sung. Với vai diễn này, cô được đề cử ở hạng mục Nữ diễn viên mới xuất sắc nhất tại Giải thưởng phim Rồng xanh lần thứ 24.
Năm 2004, cô tiếp tục đảm nhận vai chính trong bộ phim điện ảnh Some với vai phóng viên Seo Yu-jin.

### 2006–09: Phát triển sự nghiệp,Được làm hoàng hậu, Truyền thuyết JumongvàSương Hoa điếm
Năm 2006, Song Ji-hyo tham gia phim Được làm hoàng hậu, cô vào vai một vũ công ba lê. Bộ phim trở nên nổi tiếng khắp châu Á, góp phần tạo nên làn sóng Hàn Quốc. Cùng năm đó, cô đóng vai Ye So-ya, người vợ đầu tiên của Đông Minh Vương và mẹ của Lưu Ly Minh Vương trong bộ phim truyền hình lịch sử Truyền thuyết Jumong. Nhờ vai diễn này mà Ji-hyo được đề cử tại hạng mục "Nữ diễn viên mới xuất sắc nhất phim truyền hình" tại Giải thưởng nghệ thuật Baeksang lần thứ 43.
Năm 2007, nữ diễn viên vào vai một nhà vô địch bơi lội người có một quá khứ đau đớn trong bộ phim hài, lãng mạn Tình dục là chuyện nhỏ 2 (phần tiếp theo của Tình dục là chuyện nhỏ năm 2002).

Năm 2008, Hyo thể hiện vai diễn Hoàng hậu trong bộ phim Sương Hoa điếm (2008). Bộ phim đã trở thành một trong những bộ phim có doanh thu cao nhất năm 2008. Tuy nhiên bộ phim lại nhận phải một số ý kiến trái chiều khi trong phim có nhiều cảnh "sex" khỏa thân. Song Ji-hyo nhận xét rằng: 
"Khi tôi quyết định thực hiện bộ phim này, ảnh khoả thân không phải là vấn đề trung tâm. Tôi phơi bày bao nhiêu không quan trọng. Tôi nghĩ nếu không có cảnh đó, sẽ rất khó để diễn tả những thay đổi tinh tế trong cảm xúc. Tôi thể hiện nét mặt và trạng thái mà đạo diễn muốn tôi truyền đạt."
Năm 2009, cô tham gia các chương trình tạp kĩ như: Dream Concert, World Special Love, Family Outing, Ya Shim Man Man,...

### 2010–14: Nổi tiếng trên toàn thế giới,Running Man,Tướng quân GyebaekvàCặp đôi oan gia

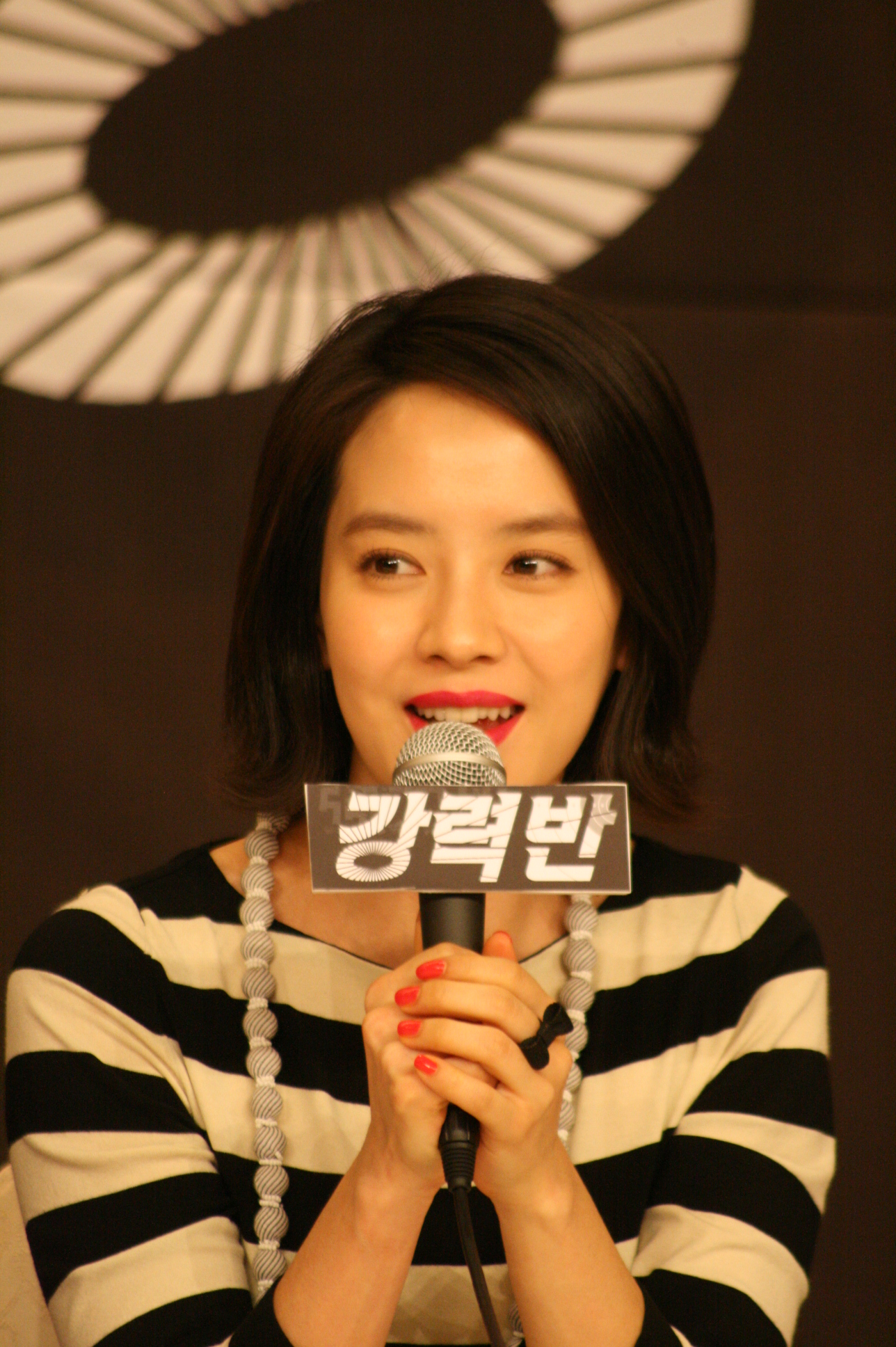
Ji-hyo tại buổi ra mắt phim Dấu vết đoạt mệnh (2011)

Năm 2010, cô được PD Kim Joo-hyung - người mà cô làm việc cùng khi tổ chức Inkigayo mời tham gia chương trình Running Man. Cô xuất hiện trong chương trình với tư cách khách mời từ tập 2 đến tập 5 sau đó chính thức tham gia với tư cách là thành viên chính từ tập 6, từ đây, cô bắt đầu được biết điện rộng rãi với hình tượng "lăn xả", hòa đồng. Cuối năm đó, cô được trao giải Special Award in Variety tại SBS Entertainment Awards 2010.
Năm 2011, sau khi hợp đồng với Namoo Actors kết thúc, Ji-hyo tiếp tục ký hợp đồng với C-JeS Entertainment. Cô xuất hiện trong bộ phim Hoa nở muộn - bộ phim dựa trên truyện tranh I Love You của họa sĩ truyện tranh Kang Full. Ngoài ra, cô còn tái hợp với bạn diễn trong bộ phim Truyền thuyết Ju-mông - Song Il-gook trong loạt phim truyền hình Dấu vết đoạt mệnh. Cuối năm đó, cô tham gia bộ phim truyền hình lịch sử Tướng quân Gyebaek với vai Hoàng hậu Eun Go của Nghĩa Từ Vương. Vào tháng 11, cô được bổ nhiệm làm đại sứ quảng cáo cho Bộ Giáo dục cùng JYJ. Ji-hyo sau đó đóng chung với Kim Jae-joong của JYJ trong bộ phim hài hành động Siêu sao và sát thủ với vai diễn một sát thủ vụng về, hài hước. Tại lễ trao giải MBC Drama Awards 2011, Ji-hyo được trao giải Producer's Award.
Năm 2013, Ji-hyo tham gia lồng tiếng Hàn cho bộ phim hoạt hình Maritime Police Marco cùng với Lee Kwang-soo, và tham gia bộ phim nói về tội phạm New World. Cô cùng Lee Dong-wook tham gia loạt phim truyền hình lịch sử Thiên mệnh.
Năm 2014, Song Ji-hyo đảm nhận vai chính trong loạt phim truyền hình hài lãng mạn về y tế trong Cặp đôi oan gia với sự tham gia của Choi Jin-hyuk.

### 2015–nay: Sự công nhận của quốc tế,708090, Chuyển phát nhanh siêu cấpvàKẻ xâm nhập

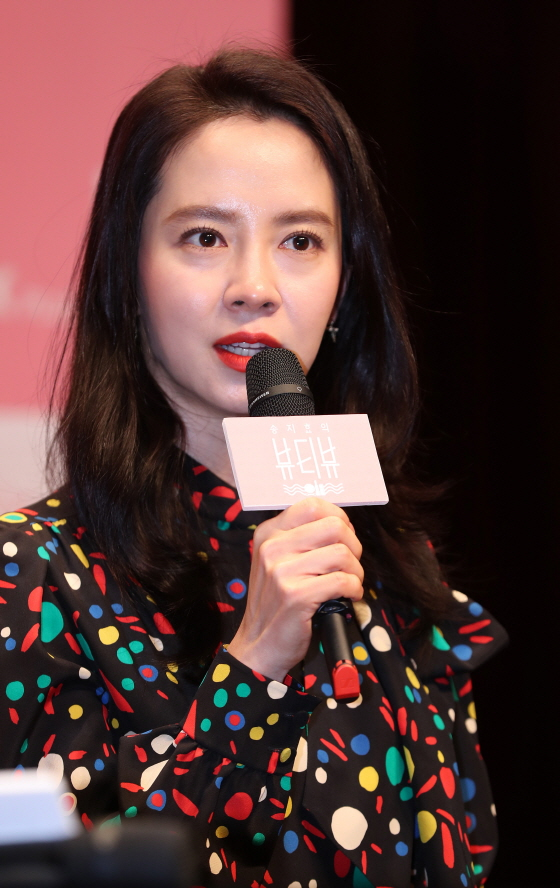
Song Ji-hyo tại chương trình Song Ji-hyo's Beauty View (2017)

Năm 2015, nữ diễn viên tham gia loạt phim hài lãng mạn Hội bạn gái cũ. Cô cũng góp giọng trong  ca khúc You are so cute của ca sĩ Đài Loan Kenji Wu.
Năm 2016, Ji-hyo được chọn đóng cùng nam diễn viên Đài Loan Trần Bách Lâm trong chương trình truyền hình thực tế We Are In Love - phiên bản Trung Quốc của Chúng ta đã kết hôn. Nữ nghệ sĩ sau đó đóng vai chính trong hai bộ phim Trung Quốc bao gồm 708090 và Chuyển phát nhanh siêu cấp. Cô tiếp tục trở lại màn ảnh nhỏ với vai chính trong phiên bản Hàn Quốc của loạt phim truyền hình Nhật Bản Cô vợ ngoại tình với Lee Sun-kyun. Vào tháng 12 cùng năm, Song ký hợp đồng với công ty quản lý MY Company, sau khi kết thúc hợp đồng với C-JeS Entertainment.
Năm 2017, Ji-hyo đồng tổ chức chương trình làm đẹp mang tên Song Ji-hyo's Beauty View với Gong Myung. Cô tham gia diễn xuất trong sê-ri chiếu mạng 29gram và bộ phim truyền hình Chief B and Love Letter khi đóng chung với Jo Woo-jin. Nữ diễn viên sản xuất và ra mắt chương trình thực tế đầu tiên của riêng mình mang tên I Am Jyo Unnie vào tháng 12 năm 2017.
Năm 2018, Song Ji-hyo đóng vai chính trong bộ phim hài, lãng mạn What a Man Wants cùng với Lee Sung-min, Shin Ha-kyun và Lee El. Cô đồng tổ chức một chương trình làm đẹp khác Beautiful Life of Song Ji-hyo và một chương trình thực tế Pajama Friends với kỳ nghỉ khách sạn 2 ngày 1 đêm. Ji-hyo cũng được chọn tham gia bộ phim kinh dị lãng mạn Vòng xoay vận mệnh cùng với Park Si-hoo, được công chiếu vào tháng 8, sau đó đóng vai chính trong bộ phim hành động, kinh dị Găng tơ tái xuất cùng với Ma Dong-seok.
Năm 2019, Song tiếp tục tham gia chương trình Running Man, cô và các thành viên của Running Man ra mắt album ca nhạc kỉ niệm 9 năm hoạt động của chương trình. Vào tháng 10, Ji-hyo ký hợp đồng với Creative Group ING  sau khi kết thúc hợp đồng với MY Company vào tháng 9 sau 2 năm 10 tháng. Năm 2020, cô được chọn tham gia bộ phim kinh dị Kẻ xâm nhập cùng với Kim Moo-yeol. Cùng năm, cô tham gia bộ phim truyền hình Was It love của JTBC phối hợp với Netflix cùng các nam diễn viên Kim Min-joon, Son Ho-jun, Song Jong-ho và Koo Ja-sung.
Năm 2021, Ji-hyo tham gia phim mạng Bàn tiệc của phù thủy của TVING cùng Nam Ji-hyun và Chae Jong-hyeop.

## Sự nghiệp diễn xuất
Một số tác phẩm tiêu biểu của Song Ji-hyo
- Wishing Stairs (2003)
- Được làm hoàng hậu (2006)
- Truyền thuyết Jumong (2006–2007)
- Tình dục là chuyện nhỏ 2 (2007)
- Sương Hoa điếm (2008)
- Running Man (2010–nay)
- Dấu vết đoạt mệnh (2011)
- Tướng quân Gyebaek (2011)
- Cặp đôi oan gia (2014)
- 708090 (2016)
- What a Man Wants (2018)
- Kẻ xâm nhập (2020)
- Phải chăng ta đã yêu? (2020)
- Bàn tiệc của phù thủy (2021)[12]

## Sự nghiệp thời trang

### Trình diễn thời trang
- Very Korean Katiacho Fashion Show (Katia Cho's) (2016)

### Người mẫu chụp ảnh
- Bộ sưu tập thời trang xuân- hạ- thu- đông (Yesse) (2011- 2014)[13]
- Bộ sưu tập One Fine Day (Sisley) (2017)

### Bìa tạp chí
| Năm  | Tạp chí             | Số tháng    | Chú thích                                    |
| ---- | ------------------- | ----------- | -------------------------------------------- |
| 2012 | Cosmopolitan        | số tháng 4  |                                              |
| 2012 | Singles             | số tháng 11 |                                              |
| 2013 | Yesse               | số mùa đông |                                              |
| 2013 | NYLON               | số tháng 3  |                                              |
| 2014 | 1st Look            | số tháng 2  |                                              |
| 2014 | Yesse               | số mùa hè   |                                              |
| 2014 | Schoffel Korea      |             | ft Yoo Jae Suk                               |
| 2015 | Harper's BAZAAR     | số tháng 3  | quảng cáo cho kính mát của Vivienne Westwood |
| 2016 | CosmoBride          | số mùa xuân |                                              |
| 2016 | Marie Claire        | số tháng 3  |                                              |
| 2016 | Grazia              | số tháng 4  |                                              |
| 2016 | Instyle Korea       | số tháng 7  |                                              |
| 2016 | Marie Claire Taiwan | số tháng 3  | ft Trần Bách Lâm                             |
| 2016 | ELLE                | số tháng 10 | ft Lee Sun-kyun                              |
| 2016 | Cosmopolitan        | số tháng 10 |                                              |
| 2016 | Singles             | số tháng 12 |                                              |
| 2017 | Allure Korea        | số tháng 3  |                                              |
| 2017 | Grazia              | số tháng 6  |                                              |
| 2017 | Vogue               | số tháng 9  |                                              |
| 2018 | CHIC                | số tháng 3  |                                              |
| 2020 | Vogue               | số tháng 3  |                                              |
| 2020 | Cine21              | số tháng 5  |                                              |
| 2020 | Esquire             | số tháng 7  |                                              |

### Đại sứ thương hiệu / Gương mặt đại diện
- KBEE (2016 - 2019)
- Fossil (2017)
- Vidi Vici (2019 - 2021)
- Celderma (2019)
- Glutanex (2021)

## Sự nghiệp âm nhạc

### Đĩa đơn hợp tác
- Gift for you (ft. Choi Kang-hee, Lee Sun-kyun, Kim Byung-man) (2011)
- You are so cute (ft. Kenji Wu) (2015)

### Video âm nhạc
- Gift for you (ft. Choi Kang-hee, Lee Sun-kyun, Kim Byung-man) (2011)
- In heaven (JYJ) (2011)
- Winter Song (Freestyle ft. Navi) (2013)
- Lonely Night (Gary ft. GAEKO) (2015)
- You are so cute (ft. Kenji Wu) (2015)

### EP hợp tác
| Ca khúc thể hiện            | Thời gian phát hành | Nghệ sĩ hợp tác                                                                          | Album                                      | Tham khảo |
| --------------------------- | ------------------- | ---------------------------------------------------------------------------------------- | ------------------------------------------ | --------- |
| "Bonjour, Hi" (봉주르 하이) | 22 tháng 9 năm 2019 | Yoon Mi-rae, Hyo Chan Gong Won (효찬공원), Yang Se-chan, Code Kunst, Nucksal             | Running Man Fan Meeting: Project Running 9 | [ 14 ]    |
| "I Like It" (좋아)          | 22 tháng 9 năm 2019 | Yoo Jae-suk, Jee Seok-jin, Kim Jong-kook, Haha, Lee Kwang-soo, Jeon So-min, Yang Se-chan | Running Man Fan Meeting: Project Running 9 | [ 14 ]    |

## Buổi giao lưu người hâm mộ

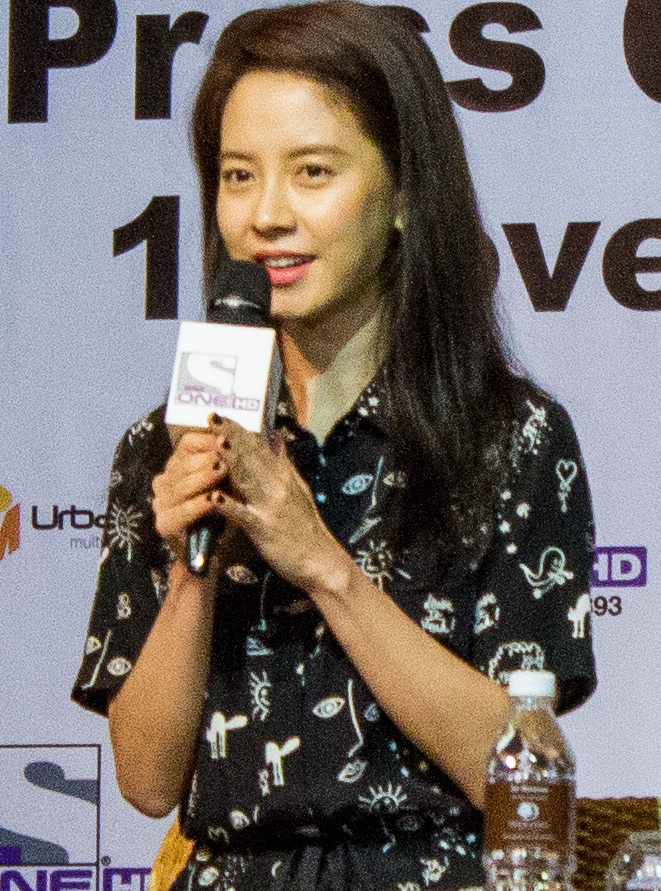
Ji-hyo trong chuyến giao lưu người hâm mộ Running Man Fan Meeting Asian Tour tại Malaysia (2014)

### Korea Brand & Entertainment Expo (KBEE)
| Ngày                | Tỉnh/Thành phố        | Quốc gia  | Địa điểm                                   |
| ------------------- | --------------------- | --------- | ------------------------------------------ |
| 5 tháng 9 năm 2017  | Jakarta               | Indonesia | Sheraton Grand Jakarta Gandaria City Hotel |
| 9 tháng 11 năm 2017 | Thành phố Hồ Chí Minh | Việt Nam  | GEM Center                                 |
| 2 tháng 11 năm 2018 | Singapore             | Singapore | Sands Expo & Convention Centre             |
| 8 tháng 6 năm 2019  | Băng Cốc              | Thái Lan  | Siam Paragon                               |

### Celderma
| Ngày                | Tỉnh/Thành phố | Quốc gia | Địa điểm            |
| ------------------- | -------------- | -------- | ------------------- |
| 6 tháng 7 năm 2017  | Seoul          | Hàn Quốc | Gocheok Sky Dome    |
| 20 tháng 1 năm 2018 | Seoul          | Hàn Quốc | Shinsegae Duty Free |
| 16 tháng 3 năm 2018 | Seoul          | Hàn Quốc | Shinsegae Duty Free |
| 9 tháng 3 năm 2019  | Gyeonggi       | Hàn Quốc | Starfield Goyang    |

### Fossil
| Ngày                 | Tỉnh/Thành phố | Quốc gia | Địa điểm       |
| -------------------- | -------------- | -------- | -------------- |
| 27 tháng 10 năm 2017 | Seoul          | Hàn Quốc | IFC Mall Seoul |

### Vidi Vici
| Ngày                | Tỉnh/Thành phố | Quốc gia | Địa điểm            |
| ------------------- | -------------- | -------- | ------------------- |
| 21 tháng 5 năm 2017 | Seoul          | Hàn Quốc | Shinsegae Duty Free |
| 11 tháng 5 năm 2018 | Seoul          | Hàn Quốc | Shinsegae Duty Free |

## Giải thưởng và đề cử
Tính đến hết năm 2020, sau 20 năm cống hiến cho nghệ thuật, Song Ji-hyo đã nhận được 22 giải thưởng trong tất cả 53 đề cử. Trong số đó, có những giải thưởng cao quý như Asia Artist Awards, Giải thưởng phim truyền hình MBC, Giải thưởng giải trí SBS, Soompi Awards,... và được đề cử nhiều hạng mục tại Giải thưởng phim truyền hình KBS, Giải thưởng nghệ thuật Baeksang, Giải thưởng điện ảnh Rồng Xanh,...